# فرید بهمردی
فرید بهمردی یکی از افراد جامعه بهائیان ایران بود که در تاریخ ۲۰ خرداد ۱۳۶۵ اعدام شد.

## زندگینامه
فرید بهمردی در سال ۱۳۱۹ و در شهر عدسیه در ناحیه فلسطین از والدینی ایرانی تبار و یزدی الاصل متولد شد. او در نوجوانی به همراه خانواده‌اش به ایران مهاجرت کرد. او مدتی به استخدام بانک ملی در یزد درآمد. او پیش از انقلاب ۱۳۵۷ در ایران، شرکتی برای واردات آلات موسیقی تاسیس کرد.
وی از اعضای جامعه بهائیان ایران بود که پس از دستگیری جهانگیر هدایتی یکی از اعضای محفل ملی بهائیان در تیرماه ۱۳۶۲، به جنشینی او، عضو محفل یازده نفره ملی بهائیان شد. کمی بعد،‌ محفل ملی بهائیان به درخواست دادستانی کل جمهوری اسلامی ایران، تمام موسسات اداری خود را تعطیل کرد. فرید بهمردی یکی از اعضای محفل روحانی ملی سوم بهاییان ایران است. او برای مدتی نیز عضو هیئت معاونت بهائیان بود و حیطه فعالیتش معمولاً شامل نواحی کوچک‌تر در ایران بود و به تشویق افراد و تحکیم جوامع بهائی می‌کوشید.

### دستگیری و اعدام
در تاریخ ۸ مرداد ۱۳۶۳، وی به همراه هفت تن از اعضای سومین محفل ملی بهائیان ایران پس از انقلاب به نام‌های جهانگیر هدایتی، شاپور مرکزی، فرهاد اصدقی، فرید بهمردی، اردشیر اختری و امیرحسن نادری توسط جمهوری اسلامی دستگیر و راهی زندان اوین شد. به گفته سایت آئین بهائیت، وی در مدت حبس در زندان، تحت شکنجه قرار گرفته بود.‌
بهمردی، در ۲۰ خرداد سال ۱۳۶۵ اعدام شد. علت اعدام او رسانه‌ای نشد.‌ پس از اعدام نیز جسدشان به صورت مخفیانه در گورستان خاوران دفن شد.‌‌ نام بهمردی در میان ۲۰۶ تن از بهاییان ایران در گزارش سال ۱۹۹۹ جامعهُ جهانی بهایی منتشر شده‌است. همچنین نام وی در فهرستی از بهائیانی که از سال ۱۳۵۷ در ایران کشته شده‌اند دیده می‌شود.

## اعتقادات
از اعتقادات فرید بهمردی این بوده‌است که تبری بعضی از بهایی‌ها در زندان‌های جمهوری اسلامی نشان‌دهندهُ شرایط سخت زندان و شکنجه در زندان‌ها است و این نفوس متبری سبب بالارفتن و اشتهار امرالله می‌باشد. وی گفته بود اگر بهاءالله بخواهد وی را نیز با شیوهُ تبری سبب اشتهار امرش قرار دهد او راضی و حاضر است.